# 韦勒 (上马恩省)
韦勒（法語：Velles，法語發音：[vɛl] ⓘ）是法国上马恩省的一个市镇，属于朗格勒区。

## 地理
韦勒（47°49'56"N, 5°43'23"E）面积4.29 平方千米，位于法国大東部大區上马恩省，该省份为法国东北部内陆省份，北起马恩省和默兹省，西接奥布省，西南接科多尔省，东南接上索恩省，东临孚日省。
与韦勒接壤的市镇（或旧市镇、城区）包括：吉永韦勒、阿芒斯河畔拉费泰、皮斯卢、瓦塞、乌日、芒斯河畔维特雷。

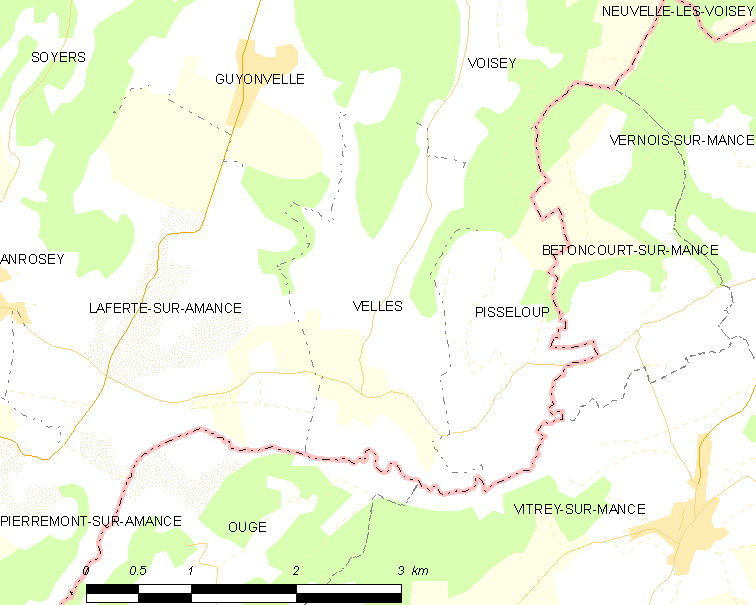
的OSM定位图

韦勒的时区为UTC+01:00、UTC+02:00（夏令时）。

## 行政
韦勒的邮政编码为52500，INSEE市镇编码为52513。

## 政治
韦勒所属的省级选区为沙兰德雷县。

## 人口

1962-2008年间人口变化图示

韦勒于2022年1月1日时的人口数量为62人。